# Macumoto Acusi
Macumoto Acusi (japánul: 松本篤史) (Chidzsoda, 1988. március 24. –) japán szabadfogású birkózó. A 2018-as birkózó-világbajnokságon a bronzérmet nyert a 92 kg-os súlycsoportban, szabadfogásban. 2017-ben az Ázsia Bajnokságon ezüstérmes lett 85-kg-os súlycsoportban. 2015-ben az Ázsia Bajnokságon ezüstérmet szerzett.

## Sportpályafutása
A 2018-as birkózó-világbajnokságon a bronzmérkőzés során a mongol Turtogtokh Luvsandorj volt az ellenfele. A mérkőzést a japán nyerte 6–5-re.